# Эммануэль, Георгий Арсеньевич
Георгий (Егор) Арсеньевич Эммануэль (Емануэль), урождённый Джордже Манойлович (серб. Ђорђе Манојловић; 14 апреля 1775, Вршац, Темешский комитат — 26 января 1837, Елисаветград, Херсонская губерния) — русский военачальник, генерал от кавалерии. Участник Отечественной войны 1812 года и Заграничных походов, в том числе, Взятия Парижа. Командующим войсками на Кавказской линии и начальник (губернатор) Кавказской области (1826—1831). Наиболее известен, как человек, присоединивший к России Карачай и организовавший первое в истории восхождение на Эльбрус. 

## Биография

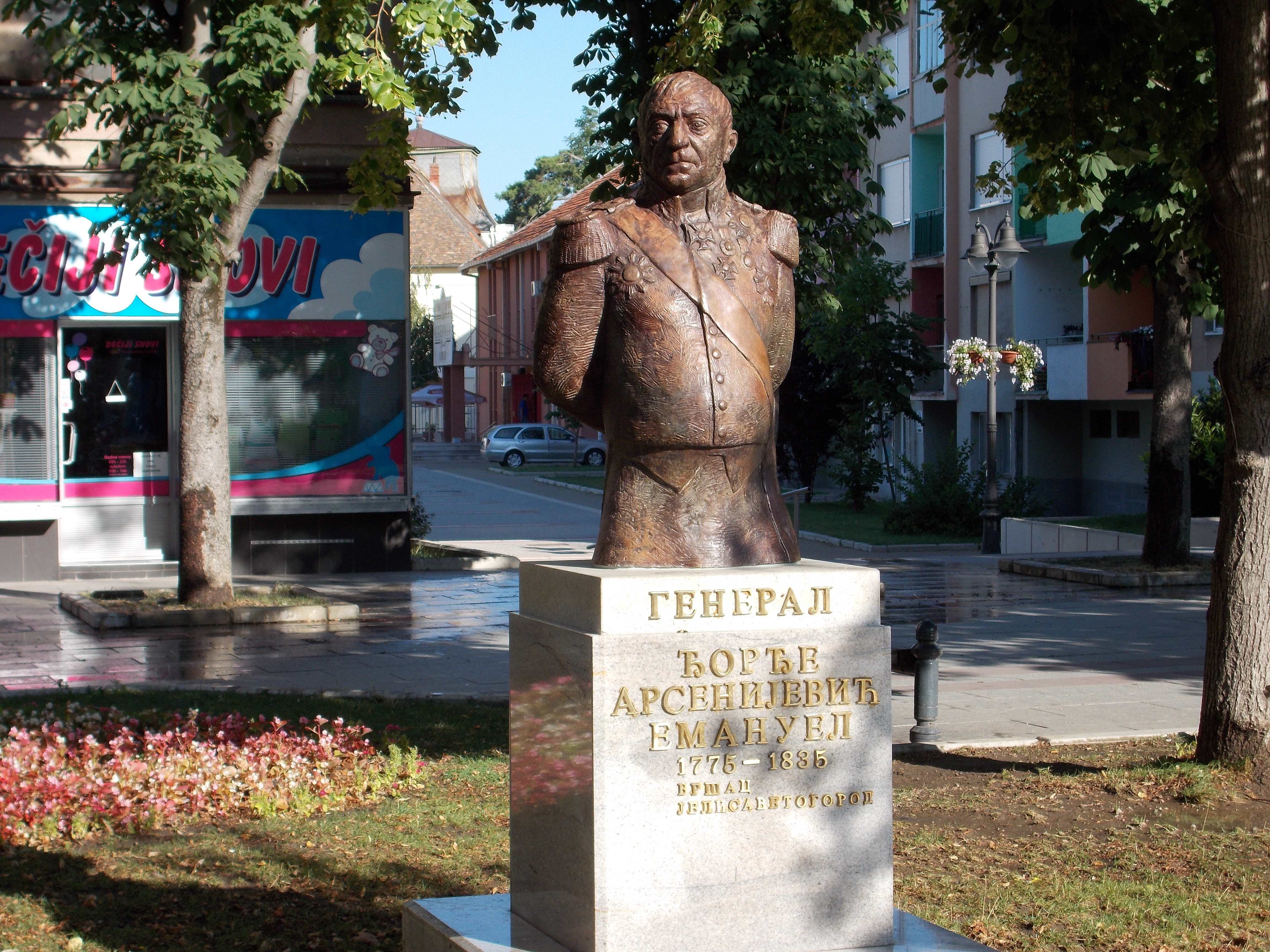
Памятник Георгию Арсеньевичу Эммануэлю в Сербии

Родился 14 апреля 1775 года в Вершице в сербской дворянской семье Манойловичей.
В 1788 году, когда Эммануэлю исполнилось только 13 лет, он организовал успешную оборону Вершица от турок. В 14 лет поступил в корпус волонтёров Миялевича, затем служил юнкером в полку барона Спивни, а в 1792 году снова поступил в корпус Миялевича. В том же году получил чин капрал-юнкера.
В 1792—1794 годах участвовал в войне против Франции. Был трижды ранен: штыком в живот и осколком гранаты в правую руку при Ландау и картечью в правую ногу при Вейсенбурге. В 1794 году был награждён почётной золотой медалью «За отвагу» и принят императором Францем II в дворянскую венгерскую гвардию подпоручиком, хотя и не имел на то права по происхождению.
Служа в гвардии, Эммануэль занялся повышением своего образования: изучал французский и итальянский языки и военные науки. В конце 1796 года, несмотря на возражения императора Франца II, вышел в отставку и отправился в Россию.
Прибыл в Москву 27 марта 1797 года. В тот же день во время вахт-парада (развод караулов в присутствии императора) на Красной площади попался на глаза императору Павлу I, который заинтересовался молодым человеком в форме венгерского гвардейца и узнав, что Эммануэль приехал с целью поступить на военную службу, приказал зачислить его поручиком в Лейб-гвардии Гусарский Его Величества полк. В 1798 году произведён в штабс-ротмистры, в 1799 году — в ротмистры, 25 сентября 1800 года — в полковники.
В 1802 году по собственному желанию был переведён в Киевский драгунский полк, в составе которого в 1806—1807 годах принял участие в войне с Наполеоном. Отличился в сражениях при Пултуске, награждён золотой саблей «За храбрость», Гуттштадте, награждён орденом Св. Владимира 4-й ст., Гейльсберге, награждён орденом Св. Анны 2-й ст., Фридландом.
25 мая 1808 года назначен командиром Киевского драгунского полка. 11 декабря — шефом Курляндского драгунского полка, 21 января 1809 года — шефом Киевского драгунского полка.
В том же 1809 году Киевский драгунский полк, в составе корпуса Голицына, участвовал в Галицийском походе. Эммануэль обратился к императору Александру I с просьбой привлекать его на всякую службу, но позволить ему не действовать против своих соотечественников. Просьба была удовлетворена.

В начале кампании 1812 года командовал 13-й бригадой, состоящей из Киевского и Новороссийского драгунских полков, 4-й кавалерийской дивизии 4-го резервного кавалерийского корпуса Сиверса 2-й Западной армии Багратиона. Участвовал в битвах под Миром, награждён орденом Св. Владимира 3-й ст., Салтановкой, Смоленском, Шевардино, Бородино, Малоярославцем, Вязьмой. Во время Бородинского сражения получил тяжёлое ранение и вынужден был оставить действующую армию, но в сентябре 1812 года, всего через месяц после битвы, снова вернулся в строй. 23 декабря награждён орденом Св. Георгия 4-го кл. № 1109
В воздаяние ревностной службы и отличия, оказанного в сражении против французских войск 1812 года августа 26 при Бородине, где мужественно атаковал неприятельскую кавалерийскую колонну, подкрепленную пехотой и покушавшуюся остановить батарею конной артиллерии, причем и ранен пулею в грудь.
 26 декабря произведён в генерал-майоры.
В Заграничном походе командовал летучим отрядом, затем кавалерией авангарда корпуса Ланжерона в Силезской армии Блюхера. Участвовал в осадах Модлина (с 22 января по 1 февраля 1813 года), Глогау (с 1 по 21 марта 1813 года), Кастелля (с 25 декабря 1813 по 12 января 1814 года), Майнца (с 25 января по 2 февраля 1814 года), битвах под Лютценом, Бауценом, Кацбахом, Вартенбургом, Лейпцигом, Реймсом, Парижем. 

15 августа 1813 года при Пильграмсдорфе взял 2559 пленных, 7 орудий и более 30 зарядных ящиков. 17 августа при Левенберге разбил французскую дивизию генерала Пюто. В тот же день награждён орденом Св. Георгия 3-го кл. № 315 
В воздаяние отличной храбрости и мужества, оказанных в сражении против французских войск 8 августа при Левенберге.
 23 августа опрокинул неприятельскую кавалерию при Гёрлице. Под Лейпцигом разбил 6 французских полков, взял в плен двух генералов — Лористона и Дювенанта, 17 офицеров и 400 нижних чинов. 
Во время взятия Парижа командовал отрядом русской кавалерии и конной артиллерии, посланной захватить Нейи-сюр-Сен и перерезать дорогу на Версаль. Разогнав отряд Национальной гвардии Нейи картечным залпом и перекрыв Версальскую дорогу, Эммануэль атаковал заставу Национальной гвардии у площади Этуаль (Звезды), когда французы первыми получили известие о сдаче города. Генерал не хотел им верить, но подоспевший с приказаниями адъютант графа Ланжерона заставил его отказаться от вторичной атаки.
27 марта 1814 года произведён в генерал-лейтенанты и 29 августа того же года назначен начальником 4-й драгунской дивизии.
В 1826 году был назначен в Верховный уголовный суд по делу декабристов. 

Из многочисленных членов верховного уголовного суда только четверо говорили против смертной казни: адмирал Мордвинов, генерал от инфантерии граф Толстой, генерал-лейтенант Эммануэль и сенатор Кушников.— Долгоруков П. В. Князь Сергей Григорьевич Волконский (некролог)
Уже 25 июня 1826 года был назначен командующим войсками на Кавказской линии и начальником Кавказской области. В 1827 году, благодаря его стараниям, подданство России признали многие горные племена: тагаурцы, карабулаки, дигорцы, балкарцы, часть чеченцев (всего 127 аулов, 7457 семейств, 30 тысяч человек обоего пола). В награду за это присоединение, сделанное не силой оружия, а умными распоряжениями, Эммануэлю 27 октября 1827 года был пожалован орден Александра Невского. 25 июня 1828 года был произведён в генералы от кавалерии.
С началом русско-турецкой войны положение Эммануэля сделалось довольно затруднительным ввиду ничтожного числа войск, имевшихся в его распоряжении, и в то же время ввиду враждебного движения закубанских горцев. Он распорядился укрепить и приготовить к обороне все пограничные селения и разделил имевшиеся у него войска на две колонны, из которых левую поручил генерал-майору Антропову. Благодаря вполне целесообразным распоряжениям последнего, вторжение закубанцев не имело серьёзных последствий. В 1828 году, в ходе двух экспедиций (20—26 мая и 17—29 октября) был завоёван Карачай, который считался совершенно неприступным. 20 октября после 12-часового упорного боя Эммануэль одержал победу над карачаевским ополчением у горы Хасаука. Карачаевцы приняли подданство России. Вслед за ними приняло подданство Аварское ханство (более 100 тысяч жителей), натухайцы, темиргоевцы и закубанские ногайцы (около 19 тысяч человек). С 13 ноября по 13 декабря предпринял поход за Кубань.
В 1829 году предпринял экспедицию к горе Эльбрус вместе с карачаевским аристократом Исламом Крымшамхаловым, который, когда-то воевал против него у Хасауки, 22 июля на Восточную вершину Эльбруса поднялся участник экспедиции карачаевец Хачиров. По результатам экспедиции Эммануэль избран почётным членом Петербургской академии наук. 17 сентября был удостоен получить Высочайший рескрипт. В честь Георгия Эммануэля названа поляна на склоне Эльбруса (поляна Эммануэля 43°26′00″ с. ш. 42°31′00″ в. д. (G) (O)) которая и до сих пор является базовым лагерем для тех кто покоряет Эльбрус.
В память об экспедиции генерал Эммануэль приказал прикрепить к скале рядом с базовым лагерем две монументальные бронзовые плиты, специально отлитые на Луганском заводе по особому заказу, с надписями на русском и арабском языках. Надпись на русском языке гласила:

В царствование Всероссийского императора Николая I стоял здесь лагерем с 20 по 23 июля 1829 г. командующий войсками на Кавказской линии генерал от кавалерии Георгий Емануель. При нём находились: сын его Георгий 14 лет, посланные российским правительством академики: Купфер, Ленц, Менетрие и Мейер; чиновник горного корпуса Вансович (возможно, Н. Г. Вансович - прим.), архитектор минеральных вод Иосиф Бернардацци и венгерский путешественник Иван де-Бесс. Академики и Бернадацци, оставив лагерь, расположенный в 8 тысячах футов (1143 сажени) выше морской поверхности, всходили 22 числа на Эльборус до 15 700 футов (2223 сажени). Вершины же оного 16 330 футов (2333 сажени) достиг только кабардинец Киляр. Пусть сей скромный камень передаст потомству имена тех, кои первые проложили путь к достижению, доныне считавшегося неприступным, Эльборуса.
— В. А. Потто. Кавказская война в отдельных очерках, эпизодах, легендах и биографиях.. — Тифлис, 1891. Архивировано 14 июля 2015 года.
«Скала Эммануэля» на какое-то время была потеряна и вновь обнаружена советскими альпинистами только в 1932 году. На сегодняшний день бронзовая плита с надписью на русском языке установлена в Нальчике, а плита с надписью на арабском языке — в Пятигорске. 

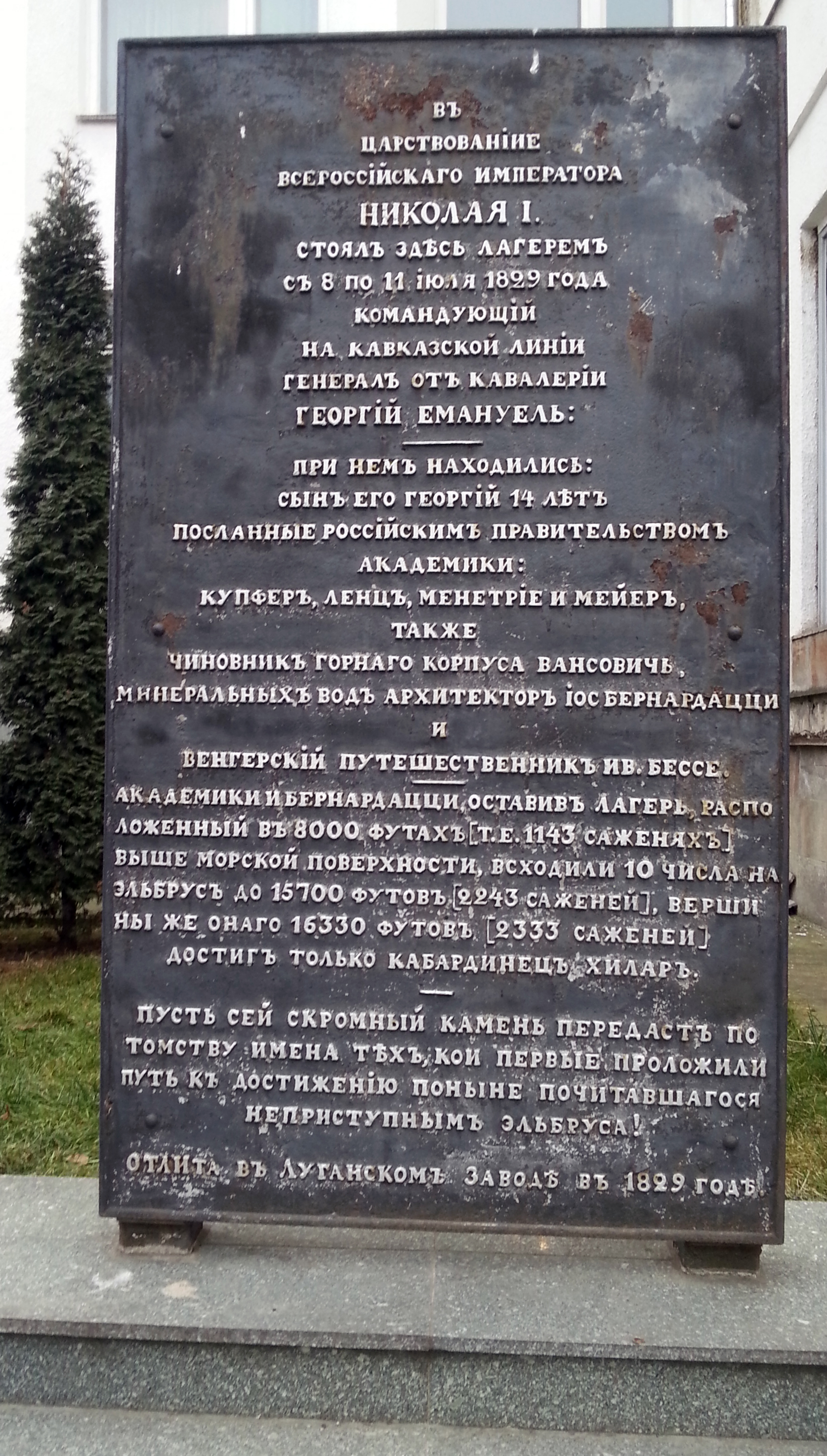
Памятная плита о покорении Эльбруса. Чугун. г. Нальчик. КБР. Отлита на Луганском заводе в 1828 г. Вторая плита на арабском языке установлена в Пятигорске.

В 1830 году произвёл экспедицию за Кубань против шапсугов (29 января—6 февраля и 16 октября—1 ноября) и абадзехов (1-я половина октября). В том же году Эммануэлю было пожаловано в вечное и потомственное владение 6 тысяч десятин земли в Кавказской области.
С 24 июня по 16 августа 1831 года во главе 7-тысячного провёл экспедицию на левом фланге Кавказской линии, для деблокады крепости Внезапная, осаждённой имамом Гази-Мухаммадом. 1 июля, при преследовании Гази-Мухаммада, отряд Эммануэля при ауле Акташ попал в окружение и был разбит. Сам генерал был ранен пулею в грудь навылет. 12 августа в сражение при Учинской Ватаге разбил затеречных, тарковских и аксаевских ногайцев. 16 августа одержал победу при ауле Кошкельды, разрушив планы Гази-Мухаммада возмутить Чечню, чем обеспечил безопасность Кизляра и всего левого фланга Кавказской линии. Ещё 14 августа получил бессрочный отпуск для излечения и поселился в Елисаветграде, где и умер 26 января 1837 года.

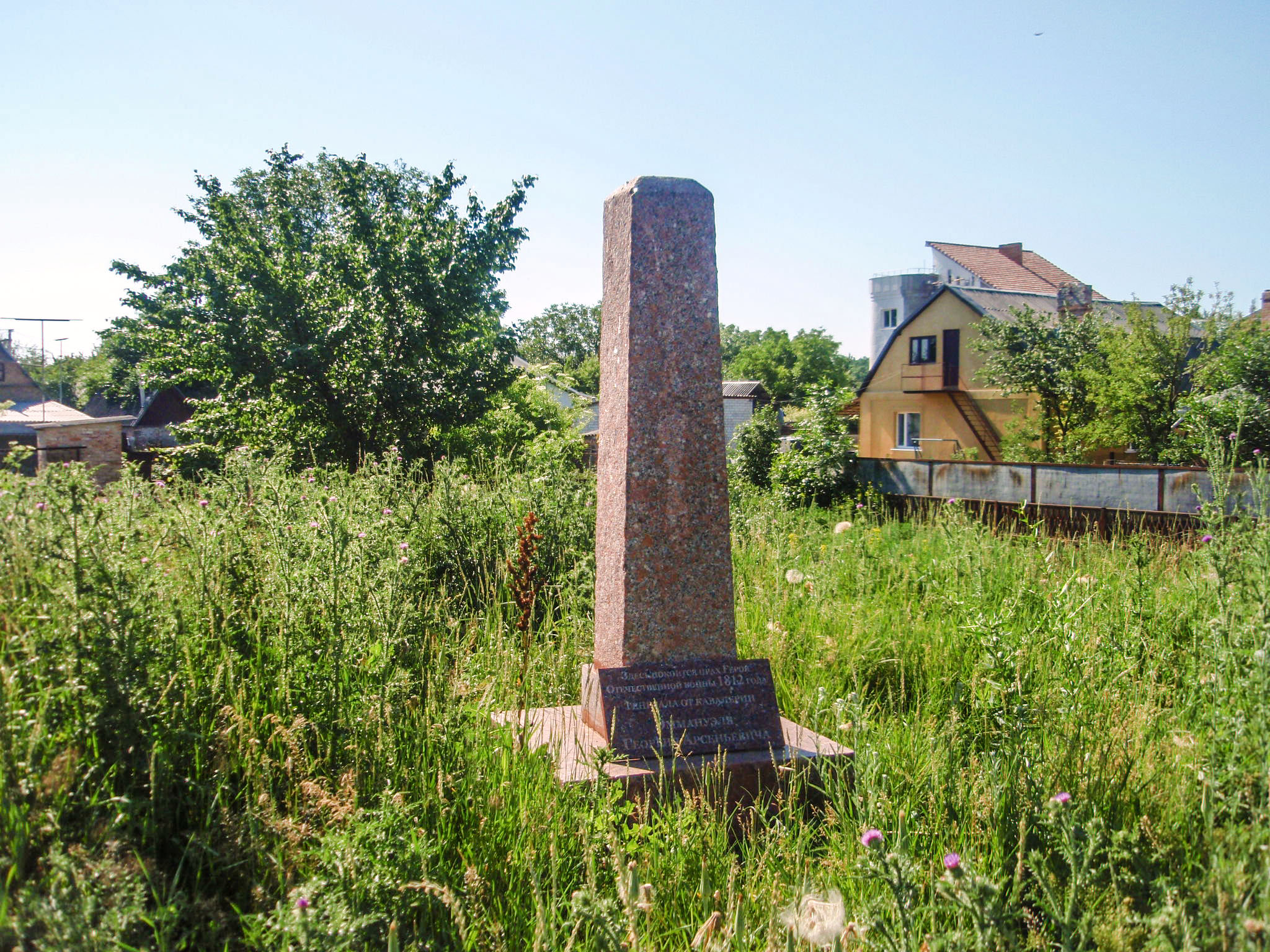
Могила в Кропивницком

## Семья
Был женат на Марии Виллимовне Кнобель — дочери генерал-майора Виллима Христиановича Кнобеля, внучке архитектора Христиана Кнобеля. В браке родились десять детей: Мария, Георгий, Елизавета, Александра, Варвара, Софья, Николай, Лидия, Юлия, Александр.

## Награды
- Орден Святого Георгия 3-й степени (17.08.1813)
- Орден Святого Георгия 4-й степени (19.12.1812)
- Орден Святого Владимира 1-й степени
- Орден Святого Владимира 2-й степени (1813)
- Орден Святого Владимира 3-й степени (1812)
- Орден Святого Владимира 4-й степени (1807)
- Орден Святого Александра Невского (02.10.1827)
- Орден Святой Анны 1-й степени (1813)
- Алмазные знаки к ордену Святой Анны 1-й степени
- Орден Святой Анны 2-й степени (1807)
- Серебряная медаль «В память Отечественной войны 1812 года»
- Медаль «За взятие Парижа»
- Золотая сабля «За храбрость» (1807)
- Высочайший ресрипт (17.09.1829)
- Знак отличия «За XXXV лет беспорочной службы» (1831)
- Золотая медаль «За храбрость» (1794, Австрия)
- Орден Красного орла 1-й степени (1814, Пруссия)
- Орден Красного орла 2-й степени (1813, Пруссия)
- Орден Меча, командор (1-го класса) (1813, Швеция)

## Память
В честь Эммануэля назван Емануелевский парк в Пятигорске.